# منج بر آفتاب
منج بر آفتاب یک منطقهٔ مسکونی در ایران است که در دهستان منج واقع شده‌است. منج بر آفتاب ۴۹۵ نفر جمعیت دارد.